# Мало-Конаре
Мало-Конаре (болг. Мало Конаре) — село в Болгарии. Находится в Пазарджикской области, входит в общину Пазарджик. Население составляет 4 316 человек.

## Политическая ситуация
В местном кметстве Мало-Конаре, в состав которого входит Мало-Конаре, должность кмета (старосты) исполняет Зоя Иванова Пенова (Болгарская социалистическая партия (БСП)) по результатам выборов правления кметства 2007 года.
Кмет (мэр) общины Пазарджик — Тодор Димитров Попов (независимый) по результатам выборов 2007 года в правление общины.